# Haematopota burmanica
Haematopota burmanica är en tvåvingeart som beskrevs av Senior-white 1922. Haematopota burmanica ingår i släktet Haematopota och familjen bromsar.
Artens utbredningsområde är Myanmar. Inga underarter finns listade i Catalogue of Life.